# Straight-through processing
 (juin 2019).
Si vous disposez d'ouvrages ou d'articles de référence ou si vous connaissez des sites web de qualité traitant du thème abordé ici, merci de compléter l'article en donnant les références utiles à sa vérifiabilité et en les liant à la section « Notes et références ».
Straight-through processing (STP) est un principe de traitement des opérations au fil de l'eau, c'est-à-dire sans rupture ou sans délai (littéralement : "traitement tout droit à travers"). Cette expression est employée dans les milieux financiers ; on peut faire l'analogie avec le principe de flux tendu employé dans l'industrie.

## Origine
L'expression vient des États-Unis, où elle est née à la faveur de la réforme réduisant à 3 jours ouvrés le délai de règlement - livraison des transactions sur titres à compter de leur négociation. Jusqu'alors, ce délai pouvait être plus long et variable selon les types d'actifs ou les lieux de négociation et s'expliquait par la multiplicité des intervenants et des ressaisies de la même transaction dans leur système d'information respectif.
Ce projet, lancé par le dépositaire central DTCC, a ainsi amené ses membres, banques et brokers, à jeter des passerelles informatiques entre leurs systèmes d'information dédiés à leur clientèle avec celui de la DTCC, pour que ce délai plus court de 3 jours puisse s'appliquer aux ordres de leurs clients. Les projets lancés dans ce cadre se sont vus qualifiés sous ce terme de STP.

## Acception courante
Le principe d'un traitement sans rupture ni délai a bien d'autres applications en dehors du règlement/livraison. Le terme de STP peut aussi bien désigner un traitement en continu d'une opération négociée par le front office, contrôlée par le middle office, et comptabilisée par le back office. L'opération est saisie une seule fois, en début de chaine, puis transmise automatiquement de service en service, même s'ils disposent de logiciels différents, chaque utilisateur n'ayant besoin que d'effectuer le strict nécessaire relevant de sa responsabilité. Par extension, le paiement électronique, l'émission de confirmations ou d'instruction de règlement/livraison via le protocole SWIFT et l'échange de données informatisé (EDI) obéissent au principe de STP. (C'est l'échange qui est informatisé)
En réduisant le délai de traitement d'une opération, on réduit le risque d'erreur. En revanche, annuler ou modifier une opération au début d'une chaine de traitement très automatisée nécessite de faire descendre cette annulation ou modification dans toute la chaine.
Certains traitements, qui ne peuvent s'appliquer qu'après une phase d'accumulation des opérations, sont antinomiques du STP. Par exemple, un calcul de valeur liquidative, dans la gestion d'actifs, ne peut être exécuté qu'une seule fois par jour, une fois la totalité des transactions du jour rassemblée.